# Víctor Sarasqueta Suinaga
Víctor Sarasqueta Suinaga (1864 - 1930) va ser un industrial armer basc.
Sarasqueta va ser fundador d'una signatura d'escopetes fines de qualitat, acabant ser triat "armer reial" pel rei Alfons XIII. Amb el seu germà Juan José Sarasqueta va aprendre l'ofici de basculer i va destacar entre la multitud de tallers armers de la vila d'Eibar, sent reconegut per tot el món per la qualitat dels seus productes. Destacava la seva personalitat, sent humil i honest, sempre es preocupava per ensenyar l'"ondo egin" (bon fer) a tots els que l'envoltaven.

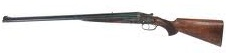
L'escopeta marca Víctor Sarasqueta.

## Biografia
Víctor Sarasqueta va néixer el 1864 al caseriu Azpiri del barri rural eibarrès de Mandiola a Guipúscoa (País Basc). D'origen humil i amb escassa educació als 14 anys va començar, al costat del seu germà Juan José, a aprendre l'ofici de basculero en el taller que l'industrial "Makalarro" tenia al carrer eibarresa d'Ardanza.
Una vegada aconseguida el mestratge en l'ofici de basculers, tots dos germans funden un taller propi dedicat a l'escopeta el 1887. El 1899 se separa del seu germà i juntament amb Francisco Cortaberría, conegut com "Patxi Pelukerua", i José Urizar constitueixen una nova fàbrica amb la raó social de "Sarasqueta, Cortaberría i Companyia" fins que a l'octubre de 1906 va fundar en solitari "Víctor Sarasqueta" que es dedicaria únicament a la fabricació d'escopetes fines de caça, les instal·lacions se situen al llavors carrer Grabadores i avui Víctor Sarasqueta.
Víctor Sarasqueta tenia una elevada consciència professional que exigia també als seus col·laboradors, no tolerava mitjanies ni en les operacions més secundàries. Com a anècdota s'explica que en una ocasió va arribar a destruir una escopeta ja acabada per una petita fallada en la bàscula que els seus operaris no percebien. Sarasqueta inclou a la seva fàbrica als seus sis fills.
Conscient en la necessitat de la formació i de la qualitat va ser un dels quals van impulsar la idea van col·laborar en la fundació de l'Escola d'Armeria el 1912 i de la implantació a Eibar del Banc Oficial de Proves el 1919. De la qualitat de les seves escopetes dona fe que de les 4.386 que va enviar a testar al banc de proves des de la seva implantació fins a la seva mort solament 15 van ser rebutjades.
Obsessionat amb la qualitat i el bon fer, Víctor Sarasqueta va impulsar les proves voluntàries de les armes, convençut que les mateixes els donaven prestigi de bona fabricació.
Va ser nomenat "Armer reial" i va mantenir amistat amb el rei Alfons XIII, amb qui es tutejava, és més, era tal la confiança que havien d'era l'únic a qui permetia anomenar-lo familiarment "Poncho". Els seus productes van ser guardonats en l'Exposició Regional de Sant Sebastià de 1897, el 1910 a l'Exposició de Buenos Aires i el 1930 a l'Exposició de Sevilla i Barcelona.

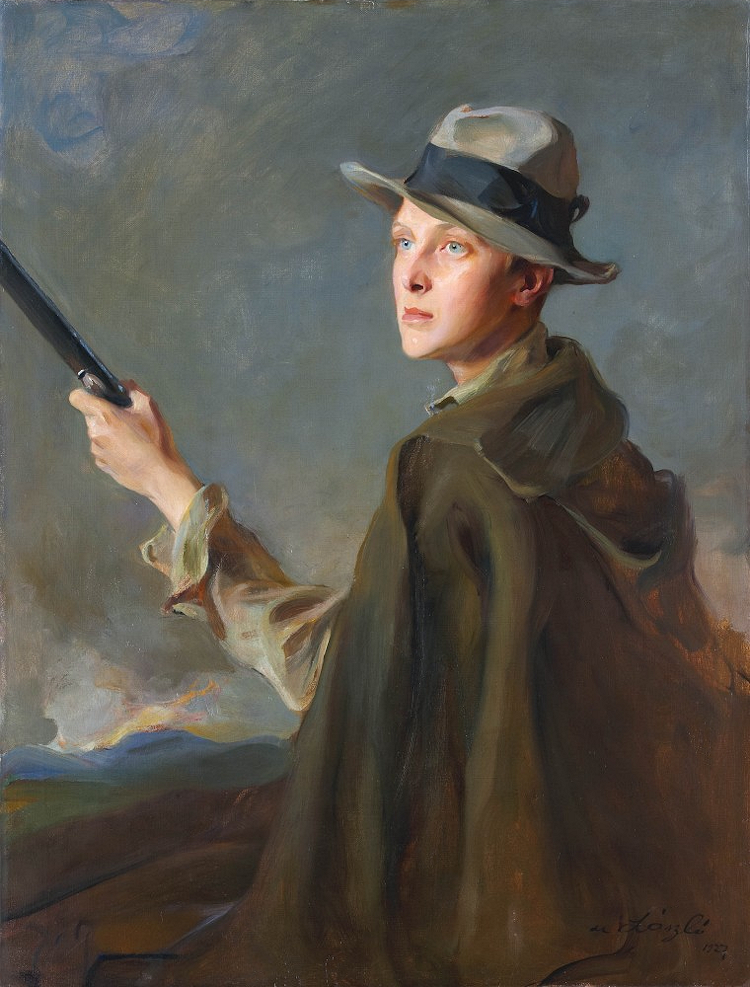
El príncep d'Astúries retratat per László amb una escopeta Sarasqueta

El 15 de juliol de 1930 mor als 66 anys. La fàbrica es tanca però s'obriria 9 anys després de la mà del seu fill Víctor Sarasqueta Basterrica (1912-1979) sota el nom "Víctor Sarasqueta S.A.". El 1992 va tancar definitivament.

## El treball armer
Víctor Sarasqueta conjuntament amb el seu germà Juan José van mantenir en actiu un taller d'armes la referència de les quals de Matricula Industrial apareix en 1887 i es manté fins a 1904 quan decideixen separar-se. Juan José Sarasqueta va fundar J.J. Sarasqueta i registra aquest any la marca "La Coloma". En 1919 mor i el taller passa a denominar-se "Vídua i Fills de J.J. Sarasqueta" que es va mantenir fins al cap de 1939.
Víctor inscriu diverses patents al seu nom, en 1880 patenta un bastó escopeta sistema "Egokia". En 1899 s'associa amb Francisco Cartaberría i José Urizar per fundar "Sarasqueta, Cortaberría i Cia.." que instal·la el taller "Manufacturera Mecànica Eibarresa" que s'especialitza en escopetes, bastons escopetes i rifles de caça. Registra diversos desenvolupaments mecànics relatius a les escopetes i refles i diverses marques de comercialització com "Eder", "Hispània" "La llebre", etc.
Víctor Sarasqueta tenia la màxima:
| «                   | Feu bé el que feu. El que es fa bé costa una mica més però tots ho volen. El que es fa malament costa una mica menys però ningú no ho vol. | » |
| — Víctor Sarasqueta | |   |